# Федоренко, Иван Иванович (Герой Социалистического Труда)
Ива́н Ива́нович Федо́ренко (19 ноября 1926, Маламино, Северо-Кавказский край, РСФСР, СССР—19 августа 2000, Саратов, Саратовская область, Россия) — советский инженер-конструктор.

## Биография
Родился 19 ноября 1926 года в селе Маламино Северо-Кавказского края РСФСР СССР в крестьянской семье. По национальности — русский.
В 1934—1938 годах проживал в Назрановском районе Ингушской автономной области, а в 1939—1942-х — в Правобережном районе Северо-Осетинской АССР РСФСР, где окончил школу.
В 1943—1944 годах обучался в Грозненском нефтяном техникуме, затем переехал в Москву и учился в Московском высшем техническом училище имени Н. Э. Баумана, окончив его в 1950 году и получив квалификацию «инженер-механик».
Был направлен на работу в город Саратов. Начал работать на заводе № 375 Министерства промышленности средств связи СССР в должности старшего инженера.
Через год был переведён в Государственный научно-исследовательский институт № 401 МПСС СССР (с 1965 года — Министерства электронной промышленности СССР, где получил должность инженера-конструктора. За время работы был повышен до старшего, ведущего инженера, начальника отдела, заместителя и самого главного конструктора.
С 1964 года — член Коммунистической партии Советского Союза. Избирался членом районного комитета, ревизионной комиссии городского комитета, депутатом районного Совета.
Вышел на пенсию в 1987 году. Скончался 19 августа 2000 года в Саратове.

## Награды
- Звание «Герой Социалистического Труда», медаль «Серп и Молот» и Орден Ленина (29 июля 1966 года; «за выдающиеся заслуги в выполнении плана 1959—1965 годов и создание новой техники»)[1][2];
- Серебряная медаль Выставки достижений народного хозяйства СССР[1];
- Знак «Почётный работник электронной промышленности»[1].